# Национална народна армия
Национална народна армия (на немски: Nationale Volksarmee) е названието на въоръжените сили на Германската демократична република, просъществували от 1956 до 1990 година. По време на Студената война, Националната народна армия е най-добре оборудваната и мощна армия във Варшавския договор след тази на Съветския съюз.

## История
След края на Втората световна война на Германия е забранено да притежава армия и да има собствена военна индустрия. Забраната продължава и няколко години след сформирането на ФРГ и ГДР. Първа сформира своя войска Западна Германия, в края на 1955 година. Шест месеца по-късно, на първи март 1956 е сформирана Националната народна армия на Източна Германия. Обучаването на кадрите е осъществено от бивши офицери на Вермахта и комунистически ветерани от гражданската война в Испания.
За кратки срокове ГДР успява да сформира голяма, отлично тренирана войска, съчетаваща германски военни традиции с доктрина, близка до съветската. Към 1957 година близо 30% от офицерския състав са ветерани от Вермахта. Техният боен опит се оказва изключително ценен при сформирането на ННА, макар до края на 1960-те години повечето от тях да се пенсионират. Наборната служба е въведена през 1962 година. Именно тогава числеността на редовните войски нараства до 170 000 души. С времето в офицерския състав започват да навлизат политкомисари на Единната социалистическа партия на Германия.
Националната народна армия никога не участва в директни сражения, но оказва значителна материална и логистична подкрепа в редица конфликти. По време на Пражката пролет през 1968 източногерманските войски оказват подкрепа на съветските. Източногермански пилоти управляват и либийските бомбардировачи, нанасяли въздушни удари по време на Либийско-чадската война през 1980-те. Стотици военни инструктори са били пръснати по целия свят с цел обучение на войски от съюзни на Източния блок страни. Националната народна армия е била в повишена бойна готовност по време на Карибската криза, построяването на Берлинската стена през 1961 и след събарянето ѝ през 1989.
ННА е разпусната през 1990 година. От огромните ѝ запаси с модерни въоръжения не остава почти нищо, а всичките ѝ бази биват закрити. Малка част от техниката бива разпродадена на различни държави, върната на Русия или запазена на въоръжение; по-голямата част от нея бива нарязана за скрап. Само 3200 от общо 36 000 източногермански офицери са приети на служба в Бундесвера (с понижение в чин) след краха на ГДР.

## Организация
Общата численост на Националната народна армия към 1987 година е 175 300 души, от които 54% (95 000) са наборни войници. Сухопътните войски са най-голямото звено с около 120 000 души състав.
Клоновете са 4:
- Ландщрайткрефте (Сухопътни войски) – 120 000 души
- Фолксмарине (Военноморски флот) – 16 300 души
- Луфтщрайткрефте (Военновъздушни сили) – 39 000 души
- Гренцтрупен (Гранични войски) – 50 000 души

Основното полувоенно формирование на страната е Бойни групи на работническата класа (на немски: Kampfgruppen der Arbeiterklasse), което наброява между 210 000 и 400 000 души.
До средата на 1970-те години организацията на ННА е следната:
- Първи военен окръг – Щраусберг, 35 км западно от Берлин; основен окръг
- Втори военен окръг – всички обекти на ВВС и ПВО;
- Трети военен окръг – Лайпциг; всички военни обекти в южната част на страната;
- Четвърти военен окръг – всички обекти на ВМС;
- Пети военен окръг – Нойбранденбург, всички военни обекти в северната част на страната;

В средата на 1970-те Втори и Четвърти окръг са разформировани като административни единици.
Основната цел на Националната народна армия по конституция е „да защитава постиженията на германското социалистическо общество“, и като такава е тясно свързана с въоръжените сили на другите държави членки на Варшавския договор.

## Оборудване
До самия си край ГДР разполага с най-добре въоръжената армия в Източния блок, като изключим съветската. Малка част от техниката бива върната на СССР през 1990 година. Количеството оборудване, останало след краха на Източна Германия, е огромно и разнообразно по вид — боеприпаси, бронирани машини, самолети, вертолети, кораби, подводници, резервни части, медицинско оборудване и медикаменти, комплекти за ЯХБЗ, тренажори и др. Значителна част от не оръжейните запаси биват подарени или продадени на страни от Третия свят. Много малка част от оръжията са приети на въоръжение в Бундесвера, останалите са продадени или използвани за тестове, а по-голямата част – нарязани.
Общото оборудване в активна експлоатация към 1990 е следната:
- 767 летателни апарата (вертолети и самолети)
- 208 плавателни съда
- 2671 танка
- 133 900 колесни машини
- 2199 артилерийски установки
- 1 376 650 лични оръжия
- 303 690 тона боеприпаси
- 14 335 тона гориво и почистващи агенти

## Униформи и отличителни знаци
С изключение на военноморския флот, униформите в Националната народна армия са тъмно сиви и се делят на зимни и летни. Като типове се дели на полева, парадна и т.н. Униформите на военнослужещите във флота са тъмно сини.
| Висши офицерски звания | Висши офицерски звания | Висши офицерски звания | Висши офицерски звания | Висши офицерски звания |
| Маршал на ГДР          | Армейски генерал       | Генерал-полковник      | Генерал-лейтенант      | Генерал-майор          |
| ---------------------- | ---------------------- | ---------------------- | ---------------------- | ---------------------- |
|                        |                        |                        |                        |                        |

| Офицерски звания   | Офицерски звания               | Офицерски звания | Офицерски звания   | Офицерски звания                 | Офицерски звания | Офицерски звания                  |
| Оберст (Полковник) | Оберстлейтенант (Подполковник) | Майор            | Хауптман (Капитан) | Оберлейтенант (Старши лейтенант) | Лейтенант        | Унтерлейтенант (Младши лейтенант) |
| ------------------ | ------------------------------ | ---------------- | ------------------ | -------------------------------- | ---------------- | --------------------------------- |
|                    |                                |                  |                    |                                  |                  |                                   |

| Офицерски кандидати | Офицерски кандидати | Офицерски кандидати | Офицерски кандидати |
| Щабсоберфенрих      | Щабсфенрих          | Оберфенрих          | Фенрих              |
| ------------------- | ------------------- | ------------------- | ------------------- |
|                     |                     |                     |                     |

| Сержантски звания             | Сержантски звания              | Сержантски звания          | Сержантски звания        | Сержантски звания       |
| Щабсфелдфебел (Сержант-майор) | Оберфелдфебел (Старши сержант) | Фелдфебел (Младши сержант) | Унтерфелдфебел (Сержант) | Унтерофицерл (Ефрейтор) |
| ----------------------------- | ------------------------------ | -------------------------- | ------------------------ | ----------------------- |
|                               |                                |                            |                          |                         |

| Войнишки звания                 | Войнишки звания                 | Войнишки звания |
| Щабсгефрайтер (Младши ефрейтор) | Гефрайтер (Редник – първи клас) | Золдат (Редник) |
| ------------------------------- | ------------------------------- | --------------- |
|                                 |                                 |                 |